# Spot reduction
Spot reduction, traducibile in lingua italiana come riduzione locale, è un termine diffuso nell'ambito scientifico internazionale, e nei paesi anglofoni, per definire il concetto di dimagrimento localizzato. Tale accezione viene utilizzata in maniera ambivalente riferendosi:
- al generico concetto del dimagrimento localizzato sia con metodiche aerobiche che anaerobiche;[1]
- a una specifica metodica cardiofitness a circuito aerobico mirata al raggiungimento di tale scopo;[2]

## Spot reduction (SR) come metodica cardiofitness
Se il tradizionale esercizio aerobico a frequenza cardiaca costante (Steady State Training) è generalmente riconosciuto come ininfluente sul dimagrimento localizzato, alcuni metodi misti che coniugano l'esercizio aerobico con i pesi in modalità Aerobic Circuit Training sono stati proposti come più efficaci del discusso esercizio con i pesi tradizionale, la cui validità per questo scopo rimane a oggi non confermata. Nel 1994, l'équipe di ricercatori italiani Dussini, Martino, Neri, Paoli, e Velussi propose un particolare metodo di allenamento a circuito aerobico per la riduzione localizzata dell'adipe tramite uno studio pubblicato sul European Journal of Physiology, un metodo che verrà appunto nominato come Spot reduction. Tali risultati però sono passati quasi inosservati e non considerati nella letteratura scientifica sul tema, e sembra che il metodo sia stato riproposto e diffuso limitatamente sul territorio italiano. Essi dimostrarono che un Aerobic Circuit Training, cioè un circuit training con i pesi (sullo stimolo selettivo di determinate parti corporee) intervallato da esercizi aerobici sulle macchine cardiovascolari, senza tempo di recupero tra le serie, riusciva a ridurre la plica nelle regioni allenate più di un allenamento aerobico tradizionale.

### Caratteristiche del metodo SR
Il metodo Spot reduction rappresenta una forma di Aerobic Circuit Training (ACT), metodo che prevede l'alternanza tra macchine cardiovascolari e pesi (attrezzi, macchine isotoniche, corpo libero), in questo caso senza pause. A differenza di altri metodi in circuit training (CT), l'SR si concentra sull'esecuzione degli esercizi con sovraccarichi che reclutano i muscoli situati in una o più zone in cui si intende ridurre lo strato adiposo in super set, tri set, o set giganti. In genere, la stazione aerobica mantiene una durata di 5-10 minuti, mentre la parte dedicata ai sovraccarichi è impostata con più esercizi che stimolano una o più aree corporee senza pausa e con alte ripetizioni. Il numero di ripetizioni relativo alla parte dedicata ai pesi è piuttosto elevato, tra le 15 e le 20, correlato a un'esecuzione a bassa intensità (≤60% 1-RM).
Se un'ulteriore finalità del protocollo fosse quella di esaltare il dispendio energetico durante e dopo l'esercizio, è suggeribile coinvolgere delle aree muscolari più ampie. Gli esercizi multiarticolari (che coinvolgono più articolazioni) e multimuscolari (che coinvolgono più muscoli) potrebbero essere più adatti se l'obiettivo è aumentare il generale dispendio energetico, se paragonati agli esercizi monoarticolari e monomuscolari.
La stimolazione dei gruppi muscolari o dei muscoli di grandi dimensioni provoca un maggiore EPOC (dipendio energetico in eccesso post-allenamento) rispetto ai muscoli o gruppi muscolari di dimensioni inferiori. Anche l'esecuzione di esercizi multiarticolari induce un EPOC maggiore rispetto agli esercizi complementari. È interessante notare che l'EPOC è stato riconosciuto come un fattore in grado di incidere sul dimagrimento soprattutto in relazione all'attività anaerobica, poiché in questa fase post-esercizio il tasso metabolico si eleva, spostandosi su un utilizzo preferenziale dei lipidi piuttosto che dei glucidi. Quindi l'inclusione di esercizi multiarticolari o che coinvolgono più distretti corporei all'interno di un programma Spot reduction potrebbe avere degli effetti positivi verso il dimagrimento generale.
Per quanto riguarda la parte dedicata alle macchine cardiovascolari viene prevista una frequenza cardiaca relativa a circa il 70% HRmax, un'intensità media che può corrispondere alla zona lipolitica, ovvero un range di frequenza del battito cardiaco all'interno del quale viene intensificata l'ossidazione di lipidi per unità di tempo. Questo dato può essere ricavato mediante diversi metodi come la formula di Cooper o di Tanaka (FCmax), oppure con la più precisa formula di Karvonen e della frequenza cardiaca di riserva (FCris). Oppure ancora può essere ricavato tramite il calcolo del VO2max (massimo consumo di ossigeno). Questo range di intensità è riconosciuto indicativamente come il più adatto alla massima ossidazione dei grassi per unità di tempo, ma questo subisce delle variazioni notevoli in base al metodo di calcolo e alla macchina aerobica. Solitamente, lo Spot reduction per gli uomini prevede esercizi isotonici che coinvolgono la parete addominale, mentre per le donne si prescrivono esercizi mirati al coinvolgimento di cosce, glutei, e fianchi. I motivi di questa distinzione sono dati dalle diverse zone di accumulo determinate in genere dal sesso, ma anche dai tipi costituzionali androide e ginoide, a cui sono correlate le rispettive zone di accumulo adiposo caratteristiche.
Alcuni dei motivi per cui il metodo Spot reduction porterebbe alla riduzione locale dell'adipe secondo gli autori:
- nei periodi di recupero attivo (la fase aerobica) avviene un passaggio preponderante verso il sistema aerobico, ovvero un sistema energetico che permetterebbe una rilevante ossidazione acuta dei grassi depositati nel tessuto adiposo;
- l'intensità moderata (65-70% FCmax) permette di aumentare il dispendio lipidico;
- durante l'attività isotonica vengono reclutati i gruppi muscolari distribuiti nelle zone in cui si intende ridurre il grasso localizzato;
- dall'alternanza tra macchine cardio e isotoniche, avviene uno stimolo verso il sistema circolatorio che permette un maggiore afflusso di liquidi dove essi sono in eccesso;

### La ricerca
Nell'esperimento condotto da Dussini et al (1994) vennero testati un totale di 48 soggetti, uomini e donne moderatamente allenati di età compresa tra i 17 e i 30 anni, divisi in due gruppi, uno sperimentale (16 maschi 14 femmine) e uno di controllo (15 maschi 13 femmine). Il test prevedeva tre allenamenti a settimana simili in termini di esercizi, ma impostati in maniera diversa. Il gruppo sperimentale, ovvero coloro che testavano il metodo spot reduction, eseguiva un Aerobic Circuit Training (ACT) composto da tri set che coinvolgevano le parti in cui si intendeva ridurre il grasso localizzato (tricipiti, addominali, fianchi), intervallati da macchine cardio (bike o stepper). La parte cardio di questo programma raggiungeva una durata di 28 minuti. Alla fine di questo circuito venivano stimolati i muscoli della parte superiore del corpo, non sollecitati precedentemente, con un tradizionale allenamento con i pesi da tre serie e recuperi di 60 secondi. Il gruppo di controllo eseguiva invece un tipico concurrent training (un allenamento composto da pesi e cardio eseguiti consecutivamente) composto da allenamento cardio in forma di steady state training a circuito, su diverse stazioni aerobiche (stepper, bike, treadmill) sempre per un totale di 28 minuti. L'altra metà del programma del gruppo di controllo si impostava con un normale allenamento con i pesi solo per la parte superiore del corpo. Tutti i soggetti hanno continuato a seguire il loro normale regime alimentare per fare in modo che i risultati della ricerca potessero essere chiaramente attribuibili al programma e non alla dieta. Al termine del periodo di studio della durata di 6 settimane, entrambi i gruppi avevano subìto un significativo dimagrimento. Ciò che sollevò la possibilità che il protocollo sperimentale fosse efficace per lo scopo del dimagrimento localizzato, era la maggiore riduzione delle pliche nelle zone dei muscoli dei soggetti del gruppo spot reduction (tricipiti, addome, fianchi). Venne inoltre riscontrato che nelle donne risultasse un significativo calo riguardante le pliche delle cosce.
In seguito ai riscontri positivi ottenuti tramite questa ricerca, il titolo Spot reduction è stato attribuito a questa variante del Aerobic Circuit Training (conosciuto in Italia anche come Cardio Fit Training), che si pone come obiettivo un dimagrimento maggiormente localizzato su zone corporee specifiche. È stato infatti osservato che l'esecuzione di un tradizionale programma aerobico steady state non sia funzionale per il raggiungimento del dimagrimento localizzato nelle aree stimolate dall'esercizio. I tradizionali allenamenti aerobici e anaerobici invece, sembrano portare a un dimagrimento generalizzato con una riduzione adiposa predeterminata. La metodica Spot reduction (SR) ha voluto coniugare l'allenamento con macchine cardio con l'allenamento con sovraccarichi tipicamente anaerobico, dando alla luce una forma di allenamento a circuito aerobico (Aerobic Circuit Training, ACT), specializzato nella riduzione localizzata dell'adipe.

### Riconoscimenti e controversie
Nella recente pubblicazione di A. Paoli e M. Neri Principi di metodologia del fitness (2010), ovvero due dei ricercatori che presero parte allo studio citato, gli autori trattano nel dettaglio di questa metodica poggiando sui risultati della ricerca in questione, e avvalorandolo come sistema per portare alla riduzione locale del grasso corporeo. Antonio Paoli è medico chirurgo, specializzato in medicina dello sport, e docente di Fisiologia umana presso l'Università di Padova. Marco Neri è Dottore in Scienze dell'alimentazione, dietista e docente FIF (Federazione Italiana Fitness). Anche Massimo Spattini, medico chirurgo, specializzato in Medicina dello sport e Scienza dell'alimentazione, presidente e docente dell'Accademia del fitness, ed ex campione di bodybuilding, parla positivamente del dimagrimento localizzato e del metodo a circuito Spot reduction. Nel suo libro La dieta COM e il dimagrimento localizzato (2012) egli supporta ampiamente la possibilità del dimagrimento localizzato, citando anche la ricerca di Dussini con relativa documentazione.
Tuttavia il caso anomalo della mancata rintracciabilità di questo studio sulle riviste scientifiche e nelle banche dati scientifiche non ha permesso che questo potesse essere riconosciuto, valutato, accreditato su larga scala a livello internazionale, lasciando alcune perplessità e penalizzandone in un certo modo la rilevanza, la credibilità, e la diffusione. Non a caso questo esperimento non è mai stato citato in nessun documento scientifico sul dimagrimento localizzato. Ciò lascerebbe ancora aperti dei punti interrogativi sulla validità di questo metodo di allenamento, che per l'obiettivo che si pone è stato denominato spot reduction in richiamo all'omonimo termine anglofono che fa riferimento al dimagrimento localizzato. A ogni modo alcune scuole di fitness nazionali e diversi professionisti ne hanno approvato la strategia promuovendola come allenamento comprovato, che sembrerebbe rimanere però confinato sul territorio italiano, sebbene anche all'estero qualcuno sia arrivato a conclusioni simili.
In tempi recenti un noto sito internet italiano dedicato al fitness ha pubblicato un breve articolo sulla discussa ricerca di Paoli e colleghi, sollevando ancora alcune perplessità sull'attendibilità della stessa. Il dottor Antonio Paoli ha provveduto poi a replicare con un intervento via e-mail pubblicato successivamente nell'articolo:
(Antonio Paoli in una replica via e-mail all'articolo del sito www.nonsolofitness.it)

### Riscontri internazionali
In realtà anche all'estero alcuni professionisti parlano di una metodica simile per portare alla spot reduction. Anche se non sembra che lo studio Dussini sia arrivato oltre oceano, negli Stati Uniti il Dott. Lonnie Lowery, fisiologo, nutrizionista, ricercatore, professore universitario, e bodybuilder, basandosi sulle varie evidenze scientifiche sull'argomento (senza citare quella di Dussini), è arrivato a una conclusione molto simile a quella dei ricercatori italiani teorizzando un metodo di allenamento. Il suo programma consiste nel effettuare un allenamento cardio sul treadmill, e a metà della sessione interrompere la corsa per eseguire due serie di esercizi dedicati alla parete addominale a bassa intensità, per un totale di 30-50 ripetizioni a serie. Al termine di queste, si ritorna sul treadmill per finire la seconda metà della sessione, per poi concludere ripetendo l'esecuzione delle due serie per i muscoli addominali.
Un esempio del metodo di Lowery potrebbe essere:
- Treadmill 15'
- Crunch 30-50 rip.
- Twist 30-50 rip.
- Treadmill 15'
- Crunch 30-50 rip.
- Twist 30-50 rip.

Si nota che il principio generale di impostazione teorizzato da Lowery, sebbene non testato e convalidato da alcuno studio, risulta identico a quello di Dussini et al., cioè un allenamento aerobico intervallato da esercizi isotonici senza pausa mirati al reclutamento di gruppi muscolari situati nelle zone in cui si intende ridurre lo strato adiposo sottocutaneo. Il suo programma è però orientato solo verso la zona addominale.
Secondo Lowery i segreti per permettere la riduzione adiposa localizzata sono:
- Reindirizzare il flusso di sangue verso zona grassa;
- Contrarre i muscoli adiacenti a tale zona grassa;
- Impostare correttamente il tempo di attività aerobica e gli esercizi per il tronco;

### Studio Dussini et al. (1994)
Di seguito riportati i diversi protocolli di allenamento eseguiti dai due gruppi dello studio:*
- Esercizi con sovraccarichi, macchine isotoniche, o a corpo libero;
- Esercizi e macchine cardio/aerobiche;

Gruppo di studio:
Parte mista (Spot reduction, SR):
- Bike 8'
- Crunch 20 rip.
- Twist bastone seduto 100 rip.
- Push down 20 rip.
- Stepper 5'
- Crunch inverso 20 rip.
- French press 20 rip.
- Treadmill 5'
- Jacknives 20 rip.
- Twist bastone seduto 100 rip.
- Push down busto flesso 90° 20 rip.
- Bike 5'

Parte anaerobica (Resistance training):
- Distensioni su panca inclinata con manubri 3 x 10 60" rec.
- Trazioni lat machine davanti 3 x 10 60" rec.
- Alzate laterali manubri 3 x 10 60" rec.
- Curl bicipiti alternati da seduto 3 x 10 60" rec.
- Bike 5'

Gruppo di controllo:
Parte aerobica (Steady State Training):
- Bike 8'
- Stepper 3'
- Treadmill 3'
- Bike 3'
- Stepper 3'
- Treadmill 3'
- Bike 5'

Parte anaerobica (Resistance training):
- Distensioni su panca inclinata con manubri 3 x 10 60" rec.
- Trazioni lat machine davanti 3 x 10 60" rec.
- Alzate laterali manubri 3 x 10 60" rec.
- Curl bicipiti alternati da seduto 3 x 10 60" rec.
- French press 3 x 20 50"
- Crunch 3 x 20 50"
- Twist bastone seduto 1 x 100 1"

*Dussini N., Martino R., Neri M., Paoli A., Velussi C. Multifactorial analysis of circuit-training induced regional fat reduction. Eur J Physiol, 424: R159-R188, 1994.

### Esempi di allenamento SR

#### Spot reduction tradizionale
Spot reduction 1 (tricipiti, addome, fianchi):
- Bike 8'
- Crunch 20 rip.
- Twist bastone seduto 100 rip.
- Push down 20 rip.
- Stepper 5'
- Crunch inverso 20 rip.
- French press 20 rip.
- Treadmill 5'
- Jacknives 20 rip.
- Twist bastone seduto 100 rip.
- Push down busto flesso 90° 20 rip.
- Bike 5'

Spot reduction 2 (addome, glutei):
- Bike 10' 70% FCmax
- Crunch 15-20 rip.
- Crunch inverso 15-20 rip.
- Treadmill 10' 70% FCmax
- Ponte glutei 15-20 rip.
- Slanci posteriori carponi 15-20 rip.
- Bike orizzontale 10' 70% FCmax

Spot reduction 3 (addome, glutei):
- Bike 10' 70% FCmax
- Crunch 15-20 rip.
- Tilt pelvico 15-20 rip.
- Crunch 15-20 rip.
- Tilt pelvico 15-20 rip.
- Treadmill 10' 70% FCmax
- Ponte glutei 15-20 rip.
- Abductor machine 20 rip.
- Ponte glutei 15-20 rip.
- Abductor machine 20 rip.
- Bike orizzontale 10' 70% FCmax

Spot reduction per donna (cosce, glutei, addome, fianchi):
- Bike 6' 70% FCmax
- Ponte glutei 20-25 rip.
- Crunch max rip.
- Ponte glutei 20-25 rip.
- Crunch max rip.
- Stepper 6' 70% FCmax
- Abductor machine 20-25 rip.
- Crunch inverso max rip.
- Abductor machine 20-25 rip.
- Crunch inverso max rip.
- Elliptical trainer 6' 70% FCmax
- Slanci posteriori carponi 15-20 rip.
- Jacknives max rip.
- Slanci posteriori carponi 15-20 rip.
- Jacknives max rip.
- Bike orizzontale 6' 70% FCmax

Spot reduction per uomo (addome, fianchi):
- Bike 6' 70% FCmax
- Crunch max rip.
- Twist bastone 1'
- Crunch max rip.
- Twist bastone 1'
- Stepper 6' 70% FCmax
- Crunch inverso max rip.
- Twist bastone 1'
- Crunch inverso max rip.
- Twist bastone 1'
- Elliptical trainer 6' 70% FCmax
- Jacknives max rip.
- Twist bastone 1'
- Jacknives max rip.
- Twist bastone 1'
- Bike orizzontale 6' 70% FCmax

Sarà possibile apportare le adeguate modifiche a un protocollo di allenamento spot reduction:
- introducendo nuove macchine cardio o attrezzature isotoniche;
- aumentando il numero dei circuiti;
- aumentando la durata della permanenza sulla stazione aerobica;
- aumentando la durata o il numero degli esercizi con sovraccarichi;

#### Aerobic Circuit Training in Total body con Spot reduction
ACT + SR (glutei):
- Treadmill (in salita) 5' 50% FCmax
- Slanci posteriori carponi 20 rip.
- Stepper 3' 70% FCmax
- Crunch 20 rip.
- Lat machine 10 rip.
- Affondi posteriori 20 rip.
- Treadmill (in salita) 3' 70% FCmax
- Crunch inverso 20 rip.
- Alzate laterali 10 rip.
- Gluteus machine 15-20 rip.
- Abductor machine 15-20 rip.
- Hpx 45° (per glutei) 15-20 rip.
- Stepper 3' 70% FCmax
- Twist bastone 100 rip.
- Push down 15 rip.

*Ripetere il circuito per tre volte.
ACT + SR (interno cosce):
- Treadmill (in salita) 5' 50% FCmax
- Adductor machine 20 rip.
- Bike orizzontale (gambe larghe) 3' 70% FCmax
- Crunch 20 rip.
- Lat machine inverso 10 rip.
- Leg press (gambe larghe) 20 rip.
- Affondi (gambe larghe) 20 rip.
- Bike orizzontale (gambe larghe) 3' 70% FCmax
- Crunch inverso 20 rip.
- Alzate laterali 10 rip.
- Squat (gambe larghe) 15-20 rip.
- Bike orizzontale (gambe larghe) 3' 70% FCmax
- Air Bike 30 rip.
- Push down 15 rip.

*Ripetere il circuito per tre volte.
ACT + SR (addome):
- Treadmill (in salita) 5' 50% FCmax
- Lat machine inversa 20 rip.
- Crunch machine 20 rip.
- Lower AB machine 20 rip.
- Twist bastone 100 rip.
- Bike orizzontale (con torsione e tirando) 3' 70% FCmax
- Crunch 20 rip.
- Crunch inverso 20 rip.
- Crunch obliquo 20 rip.
- Bike orizzontale (con torsione e tirando) 3' 70% FCmax
- Alzate laterali 10-15 rip.
- Roman chair 30 rip.
- Leg raise 20 rip.
- Crunch obliquo ai cavi 20 rip.
- Bike orizzontale (con torsione e tirando) 3' 70% FCmax

*Ripetere il circuito per tre volte.
ACT + SR (dimagrimento inferiore e tonificazione superiore):
- Treadmill (in salita) 5' 50% FCmax
- Step Mill machine 3' 60-70% FCmax
- Leg raise 20 rip.
- Push down 15 rip.
- Bike orizzontale 3' 70% FCmax
- Slanci posteriori carponi 30 rip.
- Slanci laterali carponi 30 rip.
- Sit-up 20 rip.
- Kick back 15 rip.
- Bike orizzontale 3' 70% FCmax
- Adductor machine 30 rip.
- Abductor machine 30 rip.
- Hpx 45° 20 rip.
- Push down braccia flesse 15 rip.

*Ripetere il circuito per tre volte.

## Altri metodi cardiofitness
- Steady State Training (SST)
- Power Aerobic Circuit (PAC)
- High Intensity Interval Training (HIIT)
- Step-Wise Interval Training
- Circuit Training (CT)
- Aerobic Circuit Training (ACT)
- Stubborn Fat Protocol (SFP)
- Tabata Training (o Guerrilla cardio)
- Little method
- Peripheral Heart Action (PHA)
- Aerobica Tonificazione Aerobica (ATA)
- Concurrent training
- Fartlek